# Gyilkosság villanófényben
A Gyilkosság villanófényben (eredeti cím: The Public Eye)  1992-ben bemutatott film-noir krimi Howard Franklin rendezésében. Főszereplő Joe Pesci, Barbara Hershey. A film története nagy vonalakban a valóságban élt híres fotós Arthur Fellig („Weegee”) életén alapul, aki a New York Daily News napilapnak dolgozott. A filmben látható fényképek közül több Weegee eredeti fotója.

## Cselekménye
|  | Alább a cselekmény részletei következnek! |

1940-es évek, New York, USA
Leon „Brenzy” Bernstein (Joe Pesci) szabadúszó fényképész, aki többnyire bűnügyek helyszíneit fotózza és sokszor előbb ér oda, mint a rendőrség (köszönhetően annak, hogy az autójában tudja hallgatni a rendőrség belső rádióforgalmazását, illetve annak, hogy nagyon sok embert ismer New Yorkban). Bernzy elkötelezett a valósághű ábrázolás mellett, bár néha, a hatás kedvéért apróbb kiigazítást végez a holttest elhelyezkedésén vagy környezetén (például szerinte az olvasók szeretik látni az áldozat kalapját is).
Bernzy rengeteg rendőrt ismer és a maffia tagjai közül is jó néhányat, de egyik oldal mellett sem kötelezi el magát, a megszerzett információkat nem adja tovább.
Mivel túlnyomórészt éjszaka dolgozik, szinte mindig vakut használ (ez egyszer használatos égőket jelent, amik használat után automatikusan a földre esnek). Képeit maga hívja elő, még az autó csomagtartójában is van egy jól berendezett sötétkamrája, ahol a papírképek a különféle vegyszerek segítségével szinte percek alatt a kezében vannak. Ezeket a különböző újságok szerkesztőségében azon frissiben, pár dollárért eladja. Dolgát nagy szakmai hozzáértéssel és önbizalommal végzi. Egyszer azt mondja a történet során: „Senki sem csinálja azt, amit én. Senki.”
Tisztelői „A nagy Bernzini” becenévvel illetik. Van egy fotóalbuma, amiben nem csak bűnügyek fényképei, hanem egyéb, drámai, vagy csak egyszerűen realista képek vannak. Az albumot megpróbálja egy könyvkiadónál kiadni, de a kiadót nem érdekli a dolog, szerinte az a kép, amin két kétségbeesett nő látható, a háttérben egy égő házzal és egy tűzoltóautóval, „túlságosan vulgáris”.
Bernzy magánjellegű meghívást kap egy éjszakai zenés lokál tulajdonosnőjétől (Kay Levitz), aki férjétől örökölte a lokált. A nőnél egy férfi azzal jelentkezik, hogy az elhunyt férj üzlettársa volt. Mivel a nő erről nem tud, Bernzy-t bízza meg, derítse ki, hogy kicsoda a férfi. A nő csak a férfi nevét tudja. Bernzy egy újságíró barátja segítségével kideríti, hol lakik a férfi, és amikor elmegy a férfi szállására, brutálisan meggyilkolva találja, ezért kihívja a rendőrséget és néhány fényképet készít. Kiderül, hogy az áldozatot nem csak a rendőrség, hanem az FBI is ismeri. Bernzy-t alaposan kihallgatják, fényképeit elveszik, de elengedik. Nem sokkal később a maffia is hasonló kihallgatásnak veti alá. Bernzy nekik is csak azt tudja mondani, hogy nem ismerte az áldozatot, de megbízója személyét nekik sem fedi fel. Itt mutatkozik meg a Bernzy iránti tisztelet: sértetlenül elengedik, mert tudják róla, hogy igazat mond. A nyomok arra utalnak, hogy a szervezett bűnözés a háborús helyzet miatti jegyrendszert kihasználva rátette a kezét a benzinjegyekre, és ezzel óriási haszonra tesznek szert (és kárt okoznak az országnak).
Kay Levitznél egy üzletember jelentkezik, akinek több hasonló tulajdona van New Yorkban, és szeretné megszerezni az asszony éjszakai lokálját is, azonban ő nem akarja azt eladni. Bernzy kideríti a férfi címét, kimondottan éjszakai felvételekhez való filmet szerez be, és egy vaku nélküli kisebb géppel elmegy a házhoz, ahol fegyveresek cirkálnak, de sikerül lencsevégre kapnia egy FBI-ügynököt, Salt és egy politikust is, akik mindketten jelen voltak az ő rendőrségi kihallgatásán.
Bernzy megzsarolja Salt a fényképpel, aki azonban csak annyit tud, hogy a maffia nemsokára összejövetelt szervez egy étteremben, ahol riválisaik le fognak csapni rájuk. A pontos helyszín nevét Sal is csak a találkozó előtt tudja meg, de őt azonnal megölik. Bernzy néhány szóba jöhető éttermet körbetelefonálva kideríti, hogy hol van zártkörű rendezvény és a találkozó előtt elbújik az étteremben. Egyik vágya ugyanis, hogy ne csak haláluk előtt, vagy utána fényképezhesse le az embereket, hanem közben is. A maffiatagok megérkeznek, majd nem sokkal később a „kivégzőosztag”, akik mindenkit lemészárolnak. Bernzy-t nem veszik észre, így ő rengeteg fényképet készít, még saját magáról is, egy önkioldós kamera segítségével.
Bernzy-t újból elfogja a rendőrség, és annak ellenére, hogy vérzik, kihallgatásnak vetik alá. Bernzy-nek még ezt megelőzően sikerül átadnia a kameráit az újságíró barátjának, akit megkér, hogy bizonyos újságok szerkesztőségébe vigye el azokat.
A kihallgatás közben megérkezik a rendőrfelügyelő, és a friss újságokat az asztalra dobva dicséretben részesíti Bernzy-t, amiért segített leleplezni egy államellenes összeesküvést. Nemsokára kórházba viszik, ahol másnap felkeresi Kay Levitz, és bevallja neki, hogy csak kihasználta őt.
|  | Itt a vége a cselekmény részletezésének! |

## Szereposztás
| Szereplő                       | Színész                     | Magyar hang     |
| ------------------------------ | --------------------------- | --------------- |
| Leon „Brenzy” Bernstein        | Joe Pesci                   | Usztics Mátyás  |
| Kay Levitz                     | Barbara Hershey             | Andresz Kati    |
| Frank Farinelli                | Richard Foronjy             | Konrád Antal    |
| Sal, FBI-ügynök                | Stanley Tucci               | Rosta Sándor    |
| Arthur Nabler, újságíró        | Jerry Adler                 | Szabó Ottó      |
| Spoleto, üzletember            | Dominic Chianese            | Kun Vilmos      |
| O′Brien, rendőr                | Richard Riehle              | Kardos Gábor    |
| H.R. Rineman                   | Del Close                   | Izsóf Vilmos    |
| Danny, portás                  | Jared Harris                | Végh Péter      |
| Képszerkesztő                  | Jack Denbo                  | Pusztai Péter   |
| Fegyverbolti eladó             | –                           | Pusztai Péter   |
| Conklin felügyelő              | Gerry Becker                | Varga T. József |
| Vera Hickson                   | Patricia Healy              | Andai Kati      |
| Henry Haddock, Jr.             | Nick Tate                   | Várkonyi András |
| Spoleto embere                 | –                           | Várkonyi András |
| Idősebb ügynök                 | Bob Gunton                  | Orosz István    |
| Mr. Brown                      | Ian Abercrombie             | Pataky Imre     |
| Tonio                          | George Fisher               | Pataky Imre     |
| Rineman recepciósa             | Marge Kotlisky              | Némedi Mari     |
| Richard Rineman                | Timothy Hendrickson         | Bor Zoltán      |
| Freddy                         | –                           | Bor Zoltán      |
| Magányos nő                    | Ellen McElduff              | Hirling Judit   |
| Fiatal rendőr                  | Bryan Travis Smith          | F. Nagy Zoltán  |
| Emilio Portofino               | David Gianopoulos           | Tarján Péter    |
| Tizenéves a Thompson Street-en | Max Brooks                  | ?               |
| Thompson Street-i fényképész   | Richard Schiff              | ?               |
| Mentős                         | Christian Stolte            | ?               |
| Richard Rineman                | Timothy Hendrickson         | ?               |
| Fiatal lány                    | Lisa Parthenakis Christakis | ?               |
| Biztonsági őr                  | –                           | Imre István     |
| Írnok                          | –                           | Szokol Péter    |

## Megjelenése
A filmet 1992 szeptemberében mutatták be a Torontói Nemzetközi Filmfesztiválon. A filmet a Velencei filmfesztiválon és a Valladolid nemzetközi filmfesztiválon is bemutatták. A mozik 1992. október 14-én kezdték játszani, először New Yorkban és Los Angelesben. Országos bemutatója 1992. október 16-án volt. A film a mozikban gyengén teljesített. Első heti bevétele mindössze 1 157 470 dollár volt, összbevétele pedig 3 067 917 dollár. A „The Numbers” moziadatbázis szerint a filmet egy hétig vetítették, 635 moziban.

### Házimozi
A film 1993. április 14-én jelent meg VHS kazettán, 1993. április 21-én lézerlemezen. 2011. január 31-én DVD-n is kiadták.

## Fogadtatás
A filmkritikusok véleményét összegző Rotten Tomatoes 58%-ra értékelte 12 vélemény alapján.
A Chicago Sun-Times ismert filmkritikusa, Roger Ebert különösen dicsérte a filmet és Joe Pesci játékát (4 csillagot adott rá a lehetséges 4-ből). Ezt írta róla: „A filmben az egyik legjobb dolog annak ábrázolása, hogy Bernzy mennyire komolyan veszi a munkáját. Keveset beszél róla, sokat csinálja. A szivarja állandóan a szája sarkában van. A maffiózók lemészárlásának jelenetében szembenéz a halállal, hogy néhány jó képet készíthessen róla.” Ebert hozzáteszi, hogy a film kissé a Casablancát (1942) juttatta eszébe.
A Time Out magazinnak tetszett az alakítás és a forgatókönyv: „Jól sikerült a forgatókönyv-író Franklin rendezői bemutatkozása, az ismert szenzációhajhász fényképész, Weegee ábrázolása. Jó párbeszédek, jó időzítés, kiváló alakítások”.

## A film készítése
A Gyilkosság villanófényben forgatása 1991. július 24-én kezdődött, és 1991. október 28-án ért véget.
Joe Pesci ezt a szerepet közvetlenül az után játszotta el, hogy Oscar-díjat kapott a Nagymenőkben (1990) nyújtott alakításáért. A film készítői szerették volna ezt a népszerűséget kihasználni és Pesci-t a „jó karakterszínész”-ből „sztár” státusba emelni. Az író-rendező Howard Franklin nem tudta megszerezni a jogokat Arthur Fellig („Weegee”) történetéhez, ezért egy hozzá hasonló figurát hozott létre, aki folyamatosan szivarozik és bűnügyi felvételeket készít, mindenki mást megelőzve. Doug Trapp újságíró szerint Franklin akkor határozta el, hogy megírja a fotós történetét, miután látta Arthur Fellig fényképeit a New York-i International Center of Photography-ban („a fényképészet nemzetközi központja”). Arthur Fellignek is volt egy lelki társa, Wilma Wilcox.

## Forgatási helyszínek
Bár a történet kizárólag New Yorkban játszódik, a felvételek az alábbi helyszíneken készültek:
- Chicago (Illinois állam, USA)
- Cincinnati (Ohio állam, USA)
- Los Angeles (Kalifornia állam, USA)

## Érdekesség
- Bernzy sok exkluzív fotót készít, amikért bizonyára az átlagosnál több pénzt fizetnek, ennek ellenére szerény körülmények között él.
- A főszereplő mintájául szolgáló Weegee beceneve az Ouija-tábla amerikai kiejtéséből származik. Sokan azt gondolták, hogy Fellig spiritiszta Ouija-táblát használ, azért ér oda a rendőrség előtt a bűntettek helyszínére (valójában állandóan a rendőrségi rádiót hallgatta).
- Bernzy megemlíti a könyvkiadónak, aki elutasítja, hogy egyszer még a New York-i Modern Művészeti Múzeumában lesz kiállítása. A történetben ez nem jelenik meg, de Weegee-vel tényleg megtörtént; a múzeum 1943-ban öt képét vásárolta meg.

## Fordítás
Ez a szócikk részben vagy egészben  a   The Public Eye (film) című angol Wikipédia-szócikk fordításán alapul.  Az eredeti cikk szerkesztőit annak laptörténete sorolja fel. Ez a jelzés csupán a megfogalmazás eredetét és a szerzői jogokat jelzi, nem szolgál a cikkben szereplő információk forrásmegjelöléseként.